# Der Mantel nach Maß
Der Mantel nach Maß (Originaltitel The Bespoke Overcoat) ist ein britischer Kurzfilm von Jack Clayton aus dem Jahr 1955.

## Handlung
Schneider Morrie folgt dem Sarg seines Freundes Fender zum Friedhof. Er trägt einen Mantel im Arm, den er in die Sarggrube wirft. Zurück in seiner Schneiderwerkstatt macht er sich Vorwürfe, ob er mit am Tod Fenders Schuld sei. Plötzlich erscheint Fender als Geist im Raum. Er hält den Mantel im Arm und teilt ihm mit, dass er von seinem Chef Ranting noch etwas einfordern will. Er erzählt ihm die ganze Geschichte im Rückblick: Fender hat einen Mantel, der mit den Jahren verschlissen ist und zahlreiche Löcher besitzt. Bei seiner Arbeit im Lagerhaus des Kleidungsbetriebes Renting & Co., der Fender seit 43 Jahren nachgeht, ist ihm kalt und sein Chef Ranting rät ihm, sich einen neuen Mantel zuzulegen. Fender macht ihm den Vorschlag, einen Mantel der Firma zu erwerben und die Kosten des Mantels von seinem Lohn abzustottern. Ranting erklärt ihm, dass ein Mantel 20 Pfunde kostet und dass er soviel nicht bis zum Rest seines Lebens verdienen würde. Fender muss ihm zustimmen.
Fender begibt sich zu seinem Freund Morrie und will seinen alten Mantel flicken lassen. Morrie sieht sich dazu außerstande, bietet ihm jedoch an, für zehn Pfund einen neuen Mantel zu schneidern. Fender ist von der Aussicht, einen maßgeschneiderten Mantel zu erhalten, begeistert, zumal er zehn Pfund über seine Arbeit sparen könnte. Er leistet eine kleine Anzahlung, wählt als Mantelfarbe blau aus und malt sich bereits aus, wie er mit seinem neuen Mantel auf Passanten wirken wird. Einige Zeit später – der Mantel ist fast fertig – wird Fender von Ranting entlassen. Es gibt keinen konkreten Anlass, doch geht Ranting davon aus, dass Fender aufgrund seines Alters nicht mehr arbeiten solle und eine Familie habe. Fender jedoch lebt allein und ist verzweifelt. Er begibt sich zu Morrie und berichtet ihm unter Tränen, dass er die Mantelbestellung stornieren müsse, weil er entlassen wurde. Traurig geht er nach Hause. Später halluziniert er in seinem Bett liegend von Mänteln und seinem Chef und stirbt kurz darauf.
Fender beendet seine Erzählung, wie es zum Tod kam. Er mag Morries Mantel, will ihn jedoch nicht behalten, weil er der Meinung ist, dass Ranting ihm für 43 Jahre Arbeit mehr schulde als eine Entlassung. Mit Morrie begibt er sich zum Warenlager. Obwohl Morrie ihn überreden will, doch als Geist durch die Wand zu gehen, begnügt Fender sich damit, durch die Tür zu gehen und sie anschließend von innen für Morrie zu öffnen. Im Warenlager schaut sich Fender alle Mäntel an und entscheidet sich schließlich für einen mit Lammwolle, auch wenn Morrie die Verarbeitung nicht zusagt. Fender ist zufrieden, gleichzeitig aber bedrückt, weil sein Geist nun Ruhe gefunden hat und er nicht mehr auf die Erde zurückkehren wird. Auch Morrie ist traurig und Fender bittet ihn, für ihn zu beten. Als Fender verschwunden ist, findet sich Morrie in seiner Werkstatt wieder. Er setzt seine Kippa auf und beginnt ein Gebet für Fender.

## Produktion
Der Mantel nach Maß beruht auf Wolf Mankowitz’ Theaterstück The Bespoke Overcoat aus dem Jahr 1952, das wiederum auf Motiven der Kurzgeschichte Der Mantel von Nikolai Gogol basiert. Mankowitz schrieb auch das Drehbuch zum Film, der 1955 erschien, in den Vereinigten Staaten jedoch erst am 7. Oktober 1956 anlief. Die deutsche Erstaufführung fand am 31. Oktober 1964 im Fernsehen statt.
Die Bauten stammen von Tony Masters.

## Auszeichnungen
The Bespoke Overcoat erhielt auf den Internationalen Filmfestspielen von Venedig 1955 den Preis für den besten Kurzfilm. Im Jahr 1956 war Alfie Bass für einen BAFTA als bester britischer Schauspieler nominiert. Der Film wurde 1957 mit einem Oscar in der Kategorie „Bester Kurzfilm“ ausgezeichnet. 